# La dottoressa Giò
La dottoressa Giò è una serie televisiva italiana, in onda nel 1997 e 1998 su Rete 4 e nel 2019 su Canale 5.

## La serie
Prodotta da Spheric Production per le due stagioni degli anni novanta, e da Picomedia per la terza, la serie è diretta da Filippo De Luigi nelle prime due stagioni e da Antonello Grimaldi nella terza. L'interprete principale della serie è Barbara D'Urso.
La serie fu anticipata da un film per la televisione dal titolo La dottoressa Giò - Una mano da stringere, andato in onda il 23 novembre 1995 su Canale 5. Dato il buon riscontro del pubblico, furono programmate due stagioni, andate in onda nel 1997 e 1998 su Rete 4. La serie è tornata in onda in replica nel 2012 su For You, nel 2013 su Mediaset Extra e nel 2017 su Retecapri.
Nel 2018 la protagonista Barbara D'Urso ha confermato il ritorno della serie con una nuova stagione, le cui riprese si sono svolte durante l'estate, e che è stata trasmessa su Canale 5 nel gennaio 2019. Gli ascolti però risulteranno essere decisamente inferiori alle aspettative; la realizzazione di una quarta stagione, inizialmente annunciata, fu in seguito cancellata dai progetti della rete.

## Trama

### Prima stagione
La dottoressa Giorgia Basile, per tutti Giò, lavora come ginecologa in un ospedale romano. Il suo sogno più grande è avere un figlio e sembra riuscirci, ma deve combattere con la realtà quando, nel tentativo di sedare una lite fra una donna incinta tossicodipendente e il suo spacciatore, perde il bambino. Questo avvenimento causa una rottura fra Giò e suo marito Armando, un avvocato dongiovanni. Nei vari episodi, la dottoressa Giò si trova alle prese con le sue pazienti, ognuna con una sua storia, a volte drammatica, a volte serena. Con tutte loro la donna si pone non solo dal punto di vista clinico, ma cerca di divenire una figura amica e di supporto. In ogni caso viene affiancata dallo staff dell'ospedale, composto da svariati personaggi: il severo dottor Lombardi, il primario; il gentile dottor Nicotera, in realtà innamorato di Giò; il cinico dottor Capovilla; l'affascinante dottor Stefani; la caposala Adelaide; le infermiere Betta e Mara e molti altri.

### Seconda stagione
Nella seconda stagione, andata in onda nel 1998, la dottoressa Giò si vede costretta ad accettare la promozione della dottoressa Finzi, diventata nuovo primario dopo il pensionamento di Lombardi al posto della protagonista.

### Terza stagione
Nella terza stagione, la dottoressa Giò torna a lavorare in ospedale dopo un'assenza di due anni, dovuta al processo subito dal quale è stata assolta. Il nuovo primario è il Dott. Paolo Zampelli. Lo scopo della dottoressa Giò, oltre quello di svelare la verità sulla morte di Michela Monti, moglie del Dott. Sergio Monti, è quello di istituire all'interno dell'ospedale un centro anti-violenza, dedicato alle donne vittime di abusi. L'attività lavorativa della protagonista viene però ostacolata dal Dott. Sergio Monti, un oncologo di fama internazionale, che brama di creare proprio nei locali destinati al centro anti-violenza un centro chirurgico robotico.

## Episodi
Gli episodi della serie televisiva sono stati preceduti da un film televisivo intitolato La dottoressa Giò - Una mano da stringere, trasmesso su Canale 5 il 23 novembre 1995.
Le prime due stagioni sono andate in onda su Rete 4, la prima dal 25 ottobre al 25 novembre 1997, la seconda dal 13 novembre al 13 dicembre 1998. Dopo più di vent'anni viene prodotta una terza stagione, in onda su Canale 5 dal 13 al 29 gennaio 2019.
L'11 marzo 2019, durante la conferenza stampa di Live - Non è la d'Urso, Barbara D'Urso annuncia la realizzazione della quarta stagione. In seguito Mediaset cancella la serie, decidendo di fermarsi alla terza stagione.
| Stagione         | Episodi | Prima TV Italia |
| ---------------- | ------- | --------------- |
| Prima stagione   | 5       | 1997            |
| Seconda stagione | 6       | 1998            |
| Terza stagione   | 8       | 2019            |

## Personaggi e interpreti
- Dott.ssa Giorgia "Giò" Basile (stagioni 1-2-3), interpretata da Barbara D'Urso.
- Armando Colucci (stagioni 1-2), interpretato da Fabio Testi, doppiato da Gino La Monica.
- Dott. Nicotera (stagioni 1-2), interpretato da Flavio Bucci.
- Dott. Lombardi (stagioni 1-2), interpretato da Riccardo Cucciolla.
- Adelaide (stagioni 1-2), interpretata da Marina Ninchi.
- Dott. Capovilla (stagioni 1-2), interpretato da Luciano Roffi (stagione 1) e Claudio Belli (stagione 2)
- Betta (stagioni 1-2), interpretata da Eleonora Pariante
- Mara (stagioni 1-2), interpretata da Selvaggia Quattrini (stagione 1) e Sabina Stilo (stagione 2)
- Paolo (stagioni 1-2), interpretato da Filippo Nigro
- Dott. Gianmaria Stefani (stagioni 1-2), interpretato da Paolo Calissano
- Daniela (stagioni 1-2), interpretata da Anna Rilke
- Renzo (stagioni 1-2), interpretato da Fabio Grossi
- Martina (stagione 1), interpretata da Amarily Lemos
- Cesare (stagioni 1), interpretato da Corrado Invernizzi
- Giacinta (stagione 1), interpretata da Zoe Incrocci
- Dott.ssa Priscilla Finzi (stagione 2), interpretata da Carola Stagnaro
- Padre Lorenzo (stagione 2), interpretato da Paki Valente[6]
- Dott. Paolo Zampelli (stagione 3), interpretato da Marco Bonini
- Sergio Monti (stagione 3), interpretato da Christopher Lambert, doppiato da Roberto Pedicini
- Anna Torre (stagione 3), interpretata da Camilla Ferranti
- Sandra Giusti (stagione 3), interpretata da Alessia Giuliani
- Fabio Bracco (stagione 3), interpretato da Rocco Tanica
- Monica Poggi (stagione 3), interpretata da Susy Laude
- Gigliola Ardenzi (stagione 3), interpretata da Paola Tiziana Cruciani
- Angela (stagione 3), interpretata da Teresa Romagnoli
- Francesca Biondi (stagione 3), interpretata da Desirée Noferini
- Roberta De Leonardis (stagione 3), interpretata da Eleonora Belcamino
- Luca Casiraghi (stagione 3), interpretato da Simone Corbisiero
- Giacomo (stagione 3), interpretato da Filippo Gattuso